# リパブリック・アビエーション

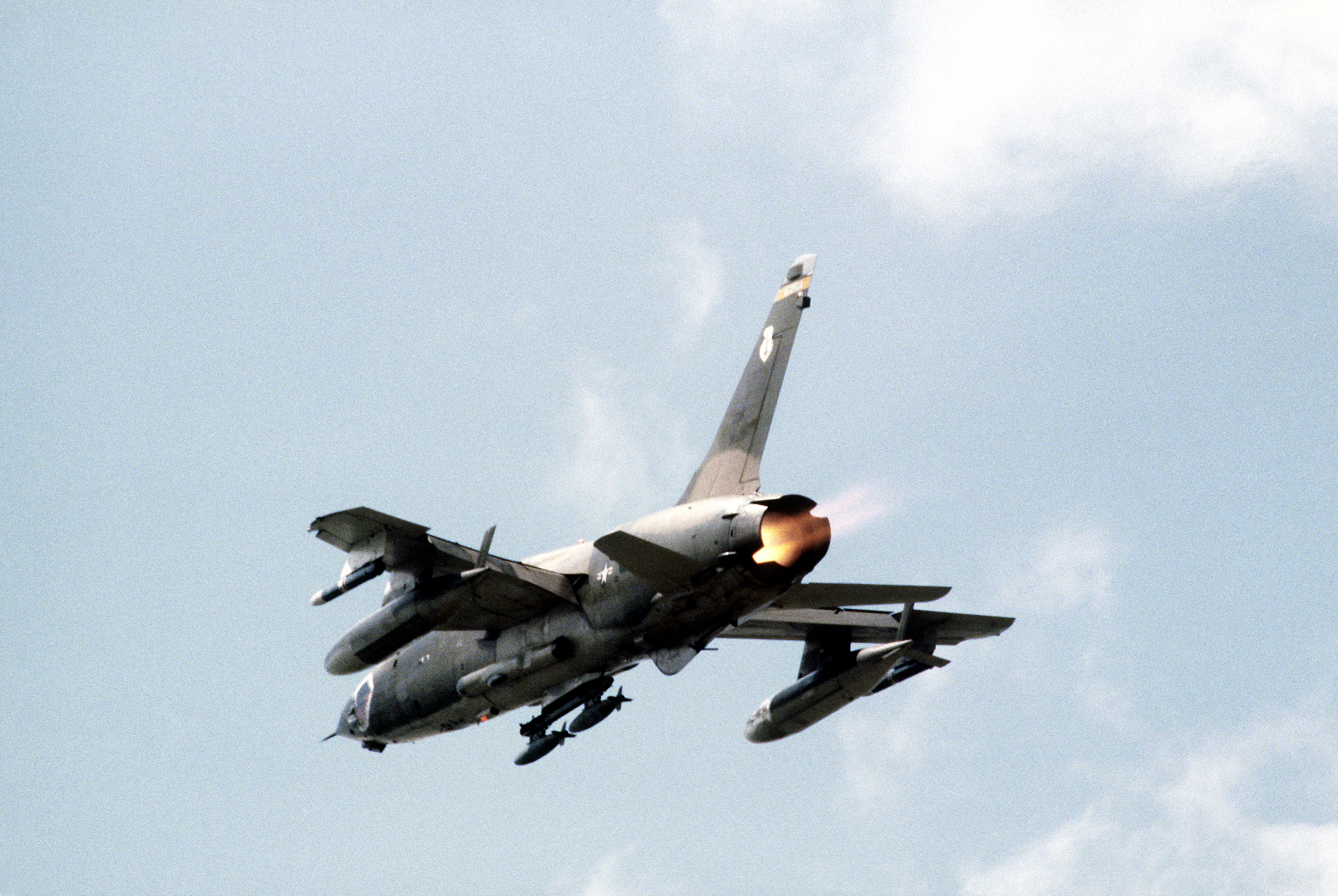
F-105 サンダーチーフ

リパブリック・エヴィエーション・カンパニー（Republic Aviation Company ）は、アメリカ合衆国にかつて存在した航空機メーカー。主に軍用機を生産した。1965年にフェアチャイルドに買収された。
前身はアレクサンダー・セヴァスキー (アレクサーンドル・セーヴェルスキイ、Alexander Procofieff de Seversky) が1931年に設立した航空機メーカー・セヴァスキーである。

## セバスキー・エアクラフト
最初のセバスキーの設計はSEV-3で、ライトJ-6空冷星型エンジン（420馬力）を積んだ全金属低翼単葉機で水陸両用のフロートを備えていた。翼の形は楕円翼で、これは、後の機種にも受け継がれた。SEV-3の3は3座席を示し、民間用をねらったものであった。1933年10月に当時のスピード記録290 km/h を達成した。
1934年にSEV-3は練習機に改造されてSEV-3XARになった。フロートはとりはずされ、スパッツのついた固定脚への改造、キャノピーの改造ライト R-975（950馬力）への換装がおこなわれた。アメリカ陸軍の練習機の競争試作に応募して、陸軍から13機のBT-8として（BTは初等練習機）を受注した。
陸軍の要望は練習機のエンジンの出力は400馬力であったため、BT-8はP&W R-985-11星型エンジンを搭載したが、結果として、出力不足で経験の少ないパイロットには危険な機体になり、ノースアメリカンのBT-9に変更された。BT-9は後にAT-6テキサンになる機体である。
SEV-3は後方引込脚に改めて、最終的にアメリカ陸軍最初の片持式低翼単葉引込脚戦闘機になるP-35にまで発展していく。P-35はカーチスP-36と競争して受注を得た。リパブリックに改名後のP-43、P-47につながっていく。

## リパブリック・アビエーション
セバスキー社は利益を上げることができなかったために、1939年にリパブリック社として組織を再編成した。
第二次世界大戦中においては、P-47戦闘機の開発・生産を行った。P-47は生産機数が15,000機を越え商業的にも成功したが、戦後は軍用機の受注が激減したため、リパブリック RC-3 シービーなど民間機の製造も開始した。
第二次世界大戦後はジェット戦闘機の開発・生産を行っていたが、1965年にフェアチャイルドに買収された。

## 開発・生産した航空機
- SEV-3
- BT-8
- P-35戦闘機
  - セバスキー陸上複座戦闘機
- XF-12偵察機
- P-43戦闘機
- P-47戦闘機
- F-84戦闘機
- XF-91戦闘機（試作のみ）
- XF-103戦闘機（試作のみ）
- F-105戦闘機